# Lanova-Einspritzverfahren
Das Lanova-Einspritzverfahren ist ein Vorläufer des heute bekannten Direkteinspritzverfahrens. Es beruht auf dem Lanova-Luftspeicherverfahren für Dieselmotoren und wurde von Franz Lang patentiert.

## Technik
Die Motorkonstruktion verbindet den Außenspeicher im Zylinderkopf mit einer besonderen Form des Brennraums. Der – in der Aufsicht – schmetterlingsförmige Brennraum führte zu einer besonders günstigen Verwirbelung beim Ausblasen des Luftspeichers. Dadurch arbeitete der Motor auch bei geringem Luftüberschuss – was einer hohen Belastung entspricht – noch rußfrei. Der Treibstoffverbrauch ist etwas höher als beim Direkteinspritzer, aber niedriger als beim Vorkammermotor.
Die letzte Ausführung des Lanova-Verfahrens war wenig störungsanfällig und stellte relativ geringe Anforderungen an das Einspritzsystem. Der Kraftstoffverbrauch war gering, die Laufruhe war bemerkenswert. Die Firma Henschel in Kassel verwendete das Lanova-Verfahren ebenso wie eine ganze Reihe anderer Lizenznehmer. In diesem Zusammenhang sei vermerkt, dass vor dem Zweiten Weltkrieg sogar die Entwicklung eines Flugdieselmotors mit dem Lanova-Verfahren (ausgeführt als Neunzylinder-Sternmotor) betrieben wurde; dieses Projekt BMW 114 wurde allerdings nicht zu Ende geführt und 1937 eingestellt.